# Prêmio Coxeter–James
O Prêmio Coxeter–James (em inglês:  Coxeter–James Prize) é concedido anualmente pela Canadian Mathematical Society. O prêmio é concedido a jovens matemáticos em reconhecimento de contribuições fundamentais à pesquisa matemática. O primeiro prêmio foi concedido em 1978. O prêmio é denominado em homenagem aos matemáticos Harold Scott MacDonald Coxeter e Ralph Duncan James.

## Laureados
- 1978 Robert Moody
- 1979 David W. Boyd
- 1980 Francis Clarke
- 1981 John James Millson
- 1982 John Mallet-Paret
- 1983 Man-Duen Choi
- 1984 Mark Goresky
- 1985 Paul Selick
- 1986 Edwin Arend Perkins
- 1987 Jonathan Borwein
- 1988 Ram Murty
- 1989 Alan Dow
- 1990 Nassif Ghoussoub
- 1991 Vijaya Kumar Murty
- 1992 John Frederick Jardine
- 1993 Jacques Hurtubise
- 1994 Mark Spivakovsky
- 1995 Gordon Douglas Slade
- 1996 Nigel Higson
- 1997 Michael Ward
- 1998 Henri Darmon
- 1999 Maciej Zworski
- 2000 Damien Roy
- 2001 Kai Behrend
- 2002 Lisa Jeffrey
- 2003 Jingyi Chen
- 2004 Izabella Laba
- 2005 Robert McCann
- 2006 Jim Geelen
- 2007 Vinayak Vatsal
- 2008 Ravi Vakil
- 2009 Patrick Brosnan
- 2010 Bálint Virág
- 2011 Iosif Polterovich
- 2012 Gregory Smith
- 2013 Balázs Szegedy
- 2014 Marco Gualtieri
- 2015 Dong Li
- 2016 Louigi Addario-Berry
- 2017 Sabin Cautis[2]
- 2018 Maksym Radziwill[3]
- 2019 Jacob Tsimerman
- 2020 Jacopo De Simoi
- 2021 Luke Postle[4]